# Niquemiepu
Niquemiepu (Niqmi-Epuh) ou Niquemepa (Niqmepa; r. ca. 1700 - ca. 1 675 a.C. segundo a cronologia média) foi o rei de Iamade (Halabe) em sucessão de seu pai Iarinlim II.

## Reinado
Pouco de Alepo foi escavada pelos arqueólogos, e o conhecimento sobre Niquemiepu provém dos tabletes descobertos em Alalaque, com sua existência sendo confirmada por alguns tabletes com seu selo no envelope. Iarinlim de Alalaque, tio de Iarinlim II e vassalo de Iamade morreu durante o reinado de Niquemiepu e foi sucedido por seu filho Amitacum, que começou a garantir a semi-independência de seu domínio.
Os tabletes mencionam a estátua votiva que Niquemiepu dedicou sua estátua a Adade e a colocou no templo desta divindade. O tablete AlT*11 informa de seu retorno de Nisim (Nishin), uma região não conhecida antes disso, mas que certamente localizava-se no território de Iamade, pois o tablete parece referir-se a uma viagem e não uma campanha militar.
O feito mais celebrado de Niquemiepu foi sua conquista da cidade de Arazique, nas imediações de Carquemis, uma vez que a queda desta cidade foi importante na medida de ser adequada para datar vários casos legais pertencentes a este período.

### Selo de Niquemiepu
O selo de Niquemiepu inclui seu nome escrito em inscrição cuneiforme e o rei aparece portando uma coroa e defrontando duas deusas, uma em vestimentas sírias e outro em vestimentas babilônicas.

## Morte e sucessão
Niquemiepu morreu ca. 1 675 a.C.. Ele parece ter tido alguns filhos, incluindo Ircabetum, que imediatamente sucedeu-o, o príncipe Aba-El, e possivelmente Iarinlim III. Hamurabi III, o último rei antes da conquista de Iamade pelos hititas, pode ter sido seu filho também.